# 太田濱站
太田濱站（日语：／ Ōtahama eki */?）是位於静岡縣榛原郡相良町（現時：牧之原市），靜岡鐵道駿遠線的鐵路車站（廢站）。
此站是一座無人車站，車站建設在海岸邊。由於當時岸邊沒有防波堤，因此颱風吹襲時，站內和路軌會被海浪和沙子覆蓋。

## 歷史
- 1918年（大正7年）6月16日 - 藤相鐵道遠州川崎町站（後來名為榛原町站）至相良站之間開通，此站啟用[2]。
- 1943年（昭和18年）5月15日 - 在公司合併後，成為靜岡鐵道藤相線的車站。
- 1948年（昭和23年）9月6日 - 在路線合併後，成為靜岡鐵道駿遠線的車站。
- 1968年（昭和43年）8月22日 - 大井川站至堀野新田之間廢除，此站也被廢除[2]。

## 現狀
現時車站附近設有替代巴士路線靜鐵Justline藤枝相良線的太田濱巴士站。

## 相鄰車站
靜岡鐵道
駿遠線
片濱－太田濱－相良

## 注腳
1. ↑  鉄道停車場一覧：昭和12年10月1日現在 國立國會圖書館數碼化收藏
2. 1 2  今尾惠介監修《日本鐵道旅行地圖帳 7號 東海》新潮社 31頁

## 相關項目
- 日本鐵路車站列表 O